# Real Betis
Real Betis Betis Sevilla, este un club de fotbal din Sevilla, Spania, care evoluează în Primera División. Acesta a fost fondat în 1907 iar culorile actuale sunt verdele și albul.

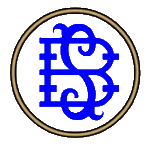
Primul logo al echipei (1909-15)

## Istorie
Sevilla a fost locația primului meci de fotbal oficial jucat în Spania. La 8 martie 1890, la Hipodromul Tabalda, o echipă de la Regia de Ape din Sevilla a înfrânt Clubul Huelva Recreation cu scorul de 2-0. Cu excepția a doi spanioli din echipa Huevla, toți jucătorii erau britanici. În ciuda acestui eveniment istoric, abia în 1905 s-a format Sevilla FC. Inițial, statutul de membru al acestui club depindea exclusiv de averea doritorului.
În 1909, trei directori ai Sevilla FC au refuzat să autorizeze semnarea unui jucător din Triana, un district al clasei muncitoare din oraș. Ca rezultat, doi directori rivali s-au despărțit de club și au format Betis. Numele derivă din Baetica, numele roman al Andaluziei. Din prisma originii sale, Betis a atras inițial sprijin din partea claselor muncitoare. Precum Athletic Bilbao, data exactă a fondării este incertă. Data din 1907 provine din Sevilla Balompie, un club creat de către studenții de la Escuedo Politecnia on Calle de Cervantes. Acest club a fuzionat cu Betis în 1914. Astfel, unii argumentează că adevărata dată a formării lui Betis Balompie este 1914. Balompie este literal cuvântul spaniol pentru fotbal, în opoziție cu versiune anglicanizată, futbol. Betis printre puținele cluburi spaniole care folosesc această versiune în numele lor. Ca și în cazul celorlalte cluburi, numele de Real a fost adăugat denumirii oficiale după primirea patronajului din partea familiei regale spaniole. În 1912, Manuel Ramos Asensio, unul dintre membrii fondatori ai clubului, s-a întors dintr-o călătorie de afaceri la Glasgow cu un set de tricouri verzi și negre. propunând ca Betis să adopte culorile respective. Combinația de verde cu dungi negre a fost considerată nefastă după un șir de înfrângeri consecutive și a fost înlocuită cu verdele cu dungi albe. În timpul celei de a doua republică spaniolă clubul a fost purtat din nou numele de Betis Balompie, revenind la denumirea actuală după Războiul civil spaniol.

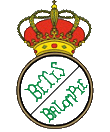
Prima versiune a logo-ului cu coroană (1915-22)

A câștigat campionatul spaniol cu o singură ocazie în 1935 și Copa del Rey (Cupa Regelui) în 1977 și 2005. Clubul a fost aproape de retragere în 1991, când a fost salvat de vice-președintele Manuel Ruíz de Lopera, actualmente președinte.
Au fost aproape de a câștiga a doua lor Copa del Rey în 1997, când au fost învinși net de FC Barcelona. Betis a câștigat în sfârșit cupa pentru a doua oară în 2005, în finala împotriva Osasunei.
Real Betis deține, de asemenea, distincția de prima echipă de fotbal andaluziană care a jucat în Prima divizie spaniolă și a atins Liga Campionilor. Suporterii lui Betis sunt cunoscuți ca béticos.
Există o mare rivalitate între primele două echipe ale orașului Sevilla, Sevilla FC și Real Betis. Meciul disputat pe 20 noiembrie 2005 la Ramon Sanchez Pizjuan, unde învingători au fost cei de la Sevilla FC cu scorul de 1-0.

## Palmares
- La Liga: 1
  - 1934-1935
- Cupa Regelui: 3
  - 1977, 2005, 2022

- 1 participare în UEFA Champions League
- 6 participări în Cupa UEFA
- 42 sezoane în Prima divizie
- 25 sezoane în Divizia secundă
- 7 sezoane în Divizia a III-a

## Lotul actual
La 13 august 2025.
| Nr. |                           | Poziție | Jucător           |
| --- | ------------------------- | ------- | ----------------- |
| 1   | Spania                    | P       | Álvaro Valles     |
| 2   | Spania                    | F       | Héctor Bellerín   |
| 3   | Spania                    | F       | Diego Llorente    |
| 4   | Brazilia                  | F       | Natan             |
| 5   | Spania                    | F       | Marc Bartra       |
| 6   | Spania                    | M       | Sergi Altimira    |
| 8   | Spania                    | M       | Pablo Fornals     |
| 9   | Argentina                 | A       | Chimy Ávila       |
| 10  | Maroc                     | A       | Abde Ezzalzouli   |
| 11  | Republica Democrată Congo | A       | Cédric Bakambu    |
| 12  | Elveția                   | F       | Ricardo Rodriguez |
| 13  | Spania                    | P       | Adrián            |

| Nr. |                      | Poziție | Jucător                |
| --- | -------------------- | ------- | ---------------------- |
| 14  | Spania               | M       | Iker Losada            |
| 16  | Argentina            | F       | Valentín Gómez         |
| 17  | Spania               | M       | Rodrigo Riquelme       |
| 18  | Columbia             | M       | Nelson Deossa          |
| 19  | Columbia             | A       | Cucho Hernández        |
| 20  | Argentina            | M       | Giovani Lo Celso       |
| 21  | Spania               | M       | Marc Roca              |
| 22  | Spania               | M       | Isco                   |
| 23  | Republica Dominicană | F       | Junior Firpo           |
| 24  | Spania               | F       | Aitor Ruibal (căpitan) |
| 25  | Spania               | P       | Pau López              |
| 32  | Senegal              | F       | Nobel Mendy            |

## Statistici 2004/2005
| Primera División | Poziție | Puncte | Jucate | Victorii | Egaluri | Înfrângeri | Adevăr |
| Real Betis       | 4       | 62     | 38     | 16       | 14      | 8          | 50     |

- Golgheteri:
  - Oliveira  - 22 goluri
  - Edú - 11 goluri
  - Assunçao - 9 goluri
- Top portari:
  - Doblas  -  35 goluri în 29 meciuri
  - Prats - 15 goluri în 9 meciuri

## Informații despre stadion
- Nume: Estadio Benito Villamarín
- Oraș: Sevilla
- Capacitate: 60,720 de locuri (după ridicarea celei de-a doua peluze)
- Inaugurare: 1929
- Renovări: 1982, 2000 (construcția peluzei Nord), 2016-2017 (construcția peluzei Sud)
- Mărimea terenului: 105 x 68 metri
- Alte facilități: Ciudad Deportiva Luis del Sol

## Jucători celebri
- Gordillo
- Rincón
- Cardeñosa
- Esnaola
- Luis Aragonés
- Luis del Sol
- Ansola
- Lecue
- Johnny Ekstrom
- Denilson

## Antrenori celebri
- Ferenc Szusza
- Lorenzo Serra Ferrer
- Luis Cid

## Președinți
| - SEVILLA BALOMPIÉ - Juan del Castillo Ochoa (1907–09) - Alfonso del Castillo Ochoa (1909–10) - José Gutiérrez Fernández (1910–11) - Juan del Castillo Ochoa (1912) - Herbert Richard Jones (1914) - BETIS FÚTBOL CLUB - Eladio García de la Borbolla (1909) - Manuel Gutiérrez Fernández (1910–11) - Miguel Folgado (1913–14) - Pedro Rodríguez de la Borbolla (1914) - REAL BETIS BALOMPIÉ - Herbert Richard Jones (1914–15) - Pedro Rodríguez de la Borbolla (1915–17) - Roberto Vicente de Mata (1917–18) - Eduardo Hernández Nalda (1918–19) - Carlos Alarcón de la Lastra (1919–20) - Jerónimo Pérez de Vargas (1920–21) - Carlos Alarcón de la Lastra (1921–22) - Gil Gómez Bajuelo (1922–23) - Ramón Navarro (1923–25) - Antonio Polo (1925–26) - Ramón Cortecero (1926–27) - Antonio de la Guardia (1927–28) - Ignacio Sánchez Mejías (1928–29) - Daniel Mezquita (1929–30) - Camilo Romero Sánchez (1930) - Adolfo Cuelliar Rodríguez (1930–31) | - - Jose Ignacio Mantecón (1931–33) - Antonio Moreno Sevillano (1933–39) - Ramón Poll (1940–42) - Alfonso Alarcón de Lastra (1942–43) - Francisco Cantalapiedra (1943–44) - Eduardo Benjumena (1944–45) - Manuel Romero Puerto (1945–46) - Filomeno de Aspe (1946–47) - Pascual Aparicio (1947–50) - Francisco de la Cerda (1950–52) - Manuel Ruiz Rodríguez (1952–55) - Benito Villamarín (1955–65) - Avelino Villamarín (1965–66) - Andrés Gaviño (1966–67) - Julio de la Puerta (1967–69) - José León (1969) - José Núñez Naranjo (1969–79) - Juan Manuel Mauduit (1979–83) - Gerardo Martínez Retamero (1983–89) - Hugo Galera (1989–92) - José León (1992–96) - Manuel Ruiz de Lopera (1996–2006) - José León (2006–10) - Rafael Gordillo (2010–11) - Miguel Guillén Vallejo (2011–2014) - Manuel Domínguez Platas (2014) - Juan Carlos Ollero Pina (2014-Prezent) |

## Detalii pentru contact

### Adresă
- Membri asociați: 38,000
- Cluburi de fani: 316

Avda. Heliópolis, s/n., Sevilla, Provincia Sevilla, Andaluzia, Spania.

### Numere de telefon
- Telefon: 00 34 954 61 03 40
- Fax: 00 34 954 61 47 74